# Gardinengeld
Der Begriff Gardinengeld oder Gardinenpauschale ist eine allgemeine Bezeichnung für die Erstattung von Umzugskosten durch Arbeitgeber bzw. Dienstherr oder Eigentümer.

## Zahlung
Es kann zum Beispiel gezahlt werden bei Stellenwechsel, Versetzung, Umsiedlung oder Abriss von Wohnhäusern. Die Zahlung kann pauschal erfolgen, was überschaubarer ist, als wenn die individuellen Speditionsrechnungen übernommen werden. Es gibt aber auch immer noch das ursprüngliche, unter Umständen zusätzliche, pro Fenster oder auch pro Quadratmeter gezahlte Gardinengeld für die Neubeschaffung der in früherer Zeit zum Teil sehr aufwändigen und teuren Vorhänge.
Gardinengeld wurde beispielsweise auch gezahlt beim Regierungsumzug von Bonn nach Berlin.

## Empfänger
Gegenstand der aktuellen Rechtsprechung ist das Gardinengeld für Hartz-IV-Empfänger. So bestätigte das Sozialgericht Münster deren Anspruch auf neue Gardinen nach einem Umzug, wenn die aus der früheren Wohnung nicht verwendet werden können.